# 河口街道 (东营市)
河口街道，是中华人民共和国山東省东营市河口区下辖的一个乡镇级行政单位。

## 行政区划
河口街道下辖以下地区：
海宁路社区、河滨路社区、黄河路社区、东五村、八吕村、六吕村、二吕村、李坨村、刘坨村、长青村、六扣村、四扣村、三合村、民生村、南旺村、坨子村、福祥村、西五村、大学堂村、新建村、余丈村、五顷村、裕民村、东劝学村和西劝学村。